# カルノバクテリウム科
カルノバクテリウム科（Carnobacteriaceae）は、グラム陽性菌の乳酸菌の科である。カルノバクテリウム科が属するラクトバシラス目は、本科を含む6科で構成され、1990年前後にラクトバシラス属などに属する複数の菌がカルノバクテリウム科に再編成された。